# Sokolský ostrov
Sokolský ostrov (původně Dominikánský, později Schnarcherův), je ostrov v centru Českých Budějovic, který leží u soutoku řek Malše a Vltava a se zbytkem města je spojen mosty a lávkami. Katastrálně patří celý k městské části České Budějovice 1 a jeho výměra činí přibližně 9 ha. 

## Historie

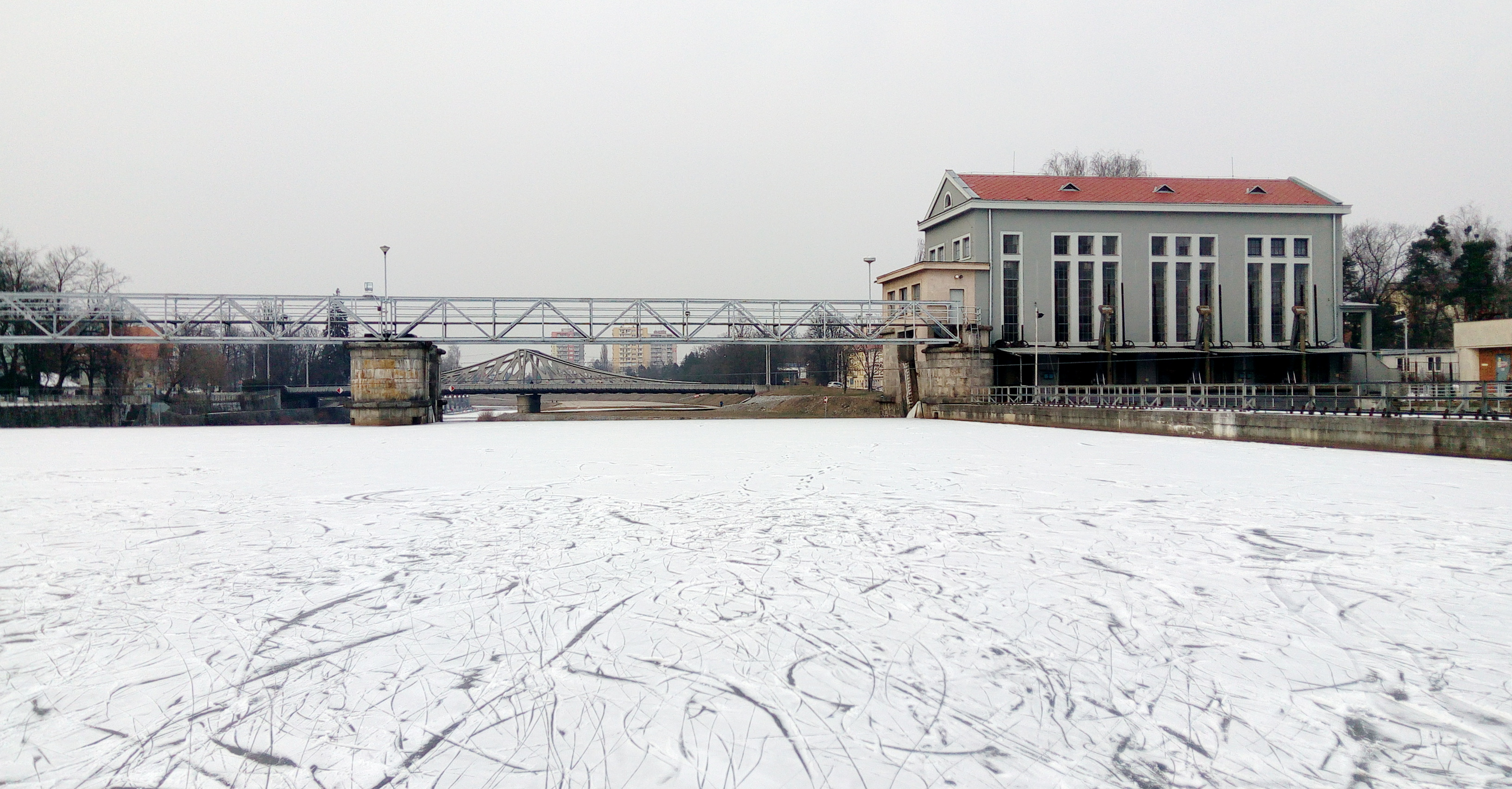
Elektrárna u Jiráskova jezu stojí na ostrově

V roce 1265, kdy proběhlo vyměřování města, ostrov získal jako odpočinkovou zónu pro řeholníky Dominikánský klášter, kteří louku využívali také k sušení a uskladnění sena. V 16. století tam stála městská střelnice. Od 17. století se díky výstavbě dvou malých trojúuhelníkových pevností stal součástí opevnění města, v 18. století patřil soukromým majitelům, od nichž město pozemek  v letech 1923 a 1924 vykoupilo a část získalo výměnou za jiné pozemky.
V minulosti běžným záplavám Sokolského ostrova, jež jeho smysluplné využití významně omezovaly, začaly bránit především regulace Vltavy z let 1928–1931, během nichž byl postaven Jiráskův jez a na pravém břehu, tedy u ostrova, bylo rozšířeno koryto řeky. Zemina z výkopu pak byla použita na navýšení terénu o cca jeden metr.

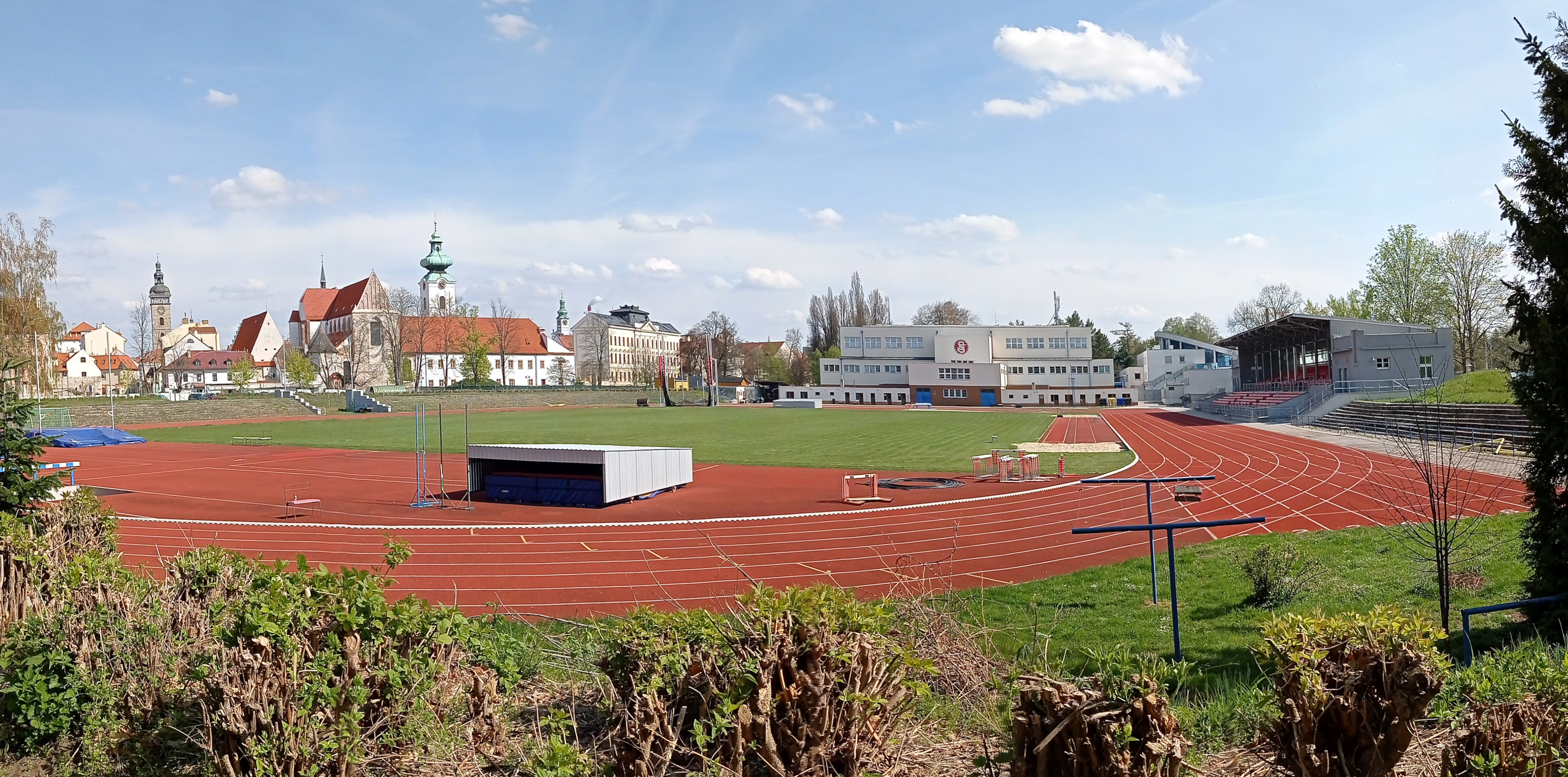
Atletický stadion TJ Sokol

Už v roce 1924 byl v severní části ostrova podle návrhu na celkovou přestavbu ostrova od Karla Chocholy vybudován atletický stadion TJ Sokol České Budějovice s tribunami pro 20 tisíc diváků, součástí stadionu bylo i šest antukových tenisových kurtů. O čtyři roky později začala výstavba sokolovny, která však byla kvůli hospodářské krizi a válečným okolnostem dokončena a otevřena až v roce 1947.
V letech 1965–1971 byl na Sokolském ostrově podle návrhu Bohumila Böhma vystavěn krytý plavecký stadion, od roku 2017 chráněný jako kulturní památka. Letní plovárna byla na Sokolském ostrově již od roku 1933, kdy ji tam po zrušení plovárny u Předního mlýna vybudovali sokolové. Hlavní betonový plavecký bazén měl rozměry 50 x 25 m, menší dodnes slouží především dětem a neplavcům. Plovárna byla uzavřena v roce 1971 a opětovně se otevřela až po změně politického režimu. Velké rekonstrukce se budějovická letní plovárna dočkala až v letech 2006 a 2008–2010, kdy například přibyla obří skluzavka. Rozměry většího bazénu jsou po rekonstrukci 48,5 x 20 m.

## Popis

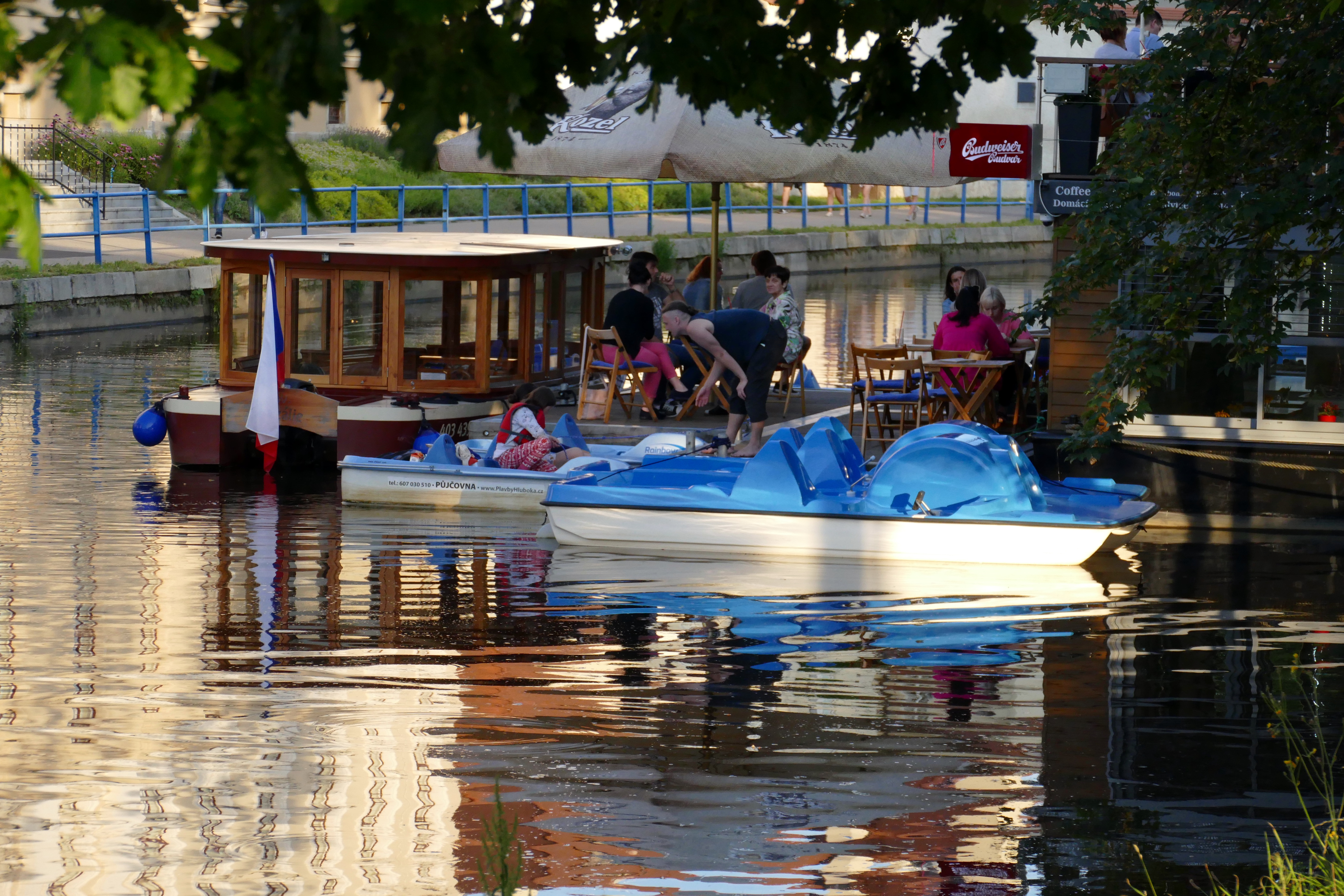
Šlapadla a kavárna na vodě

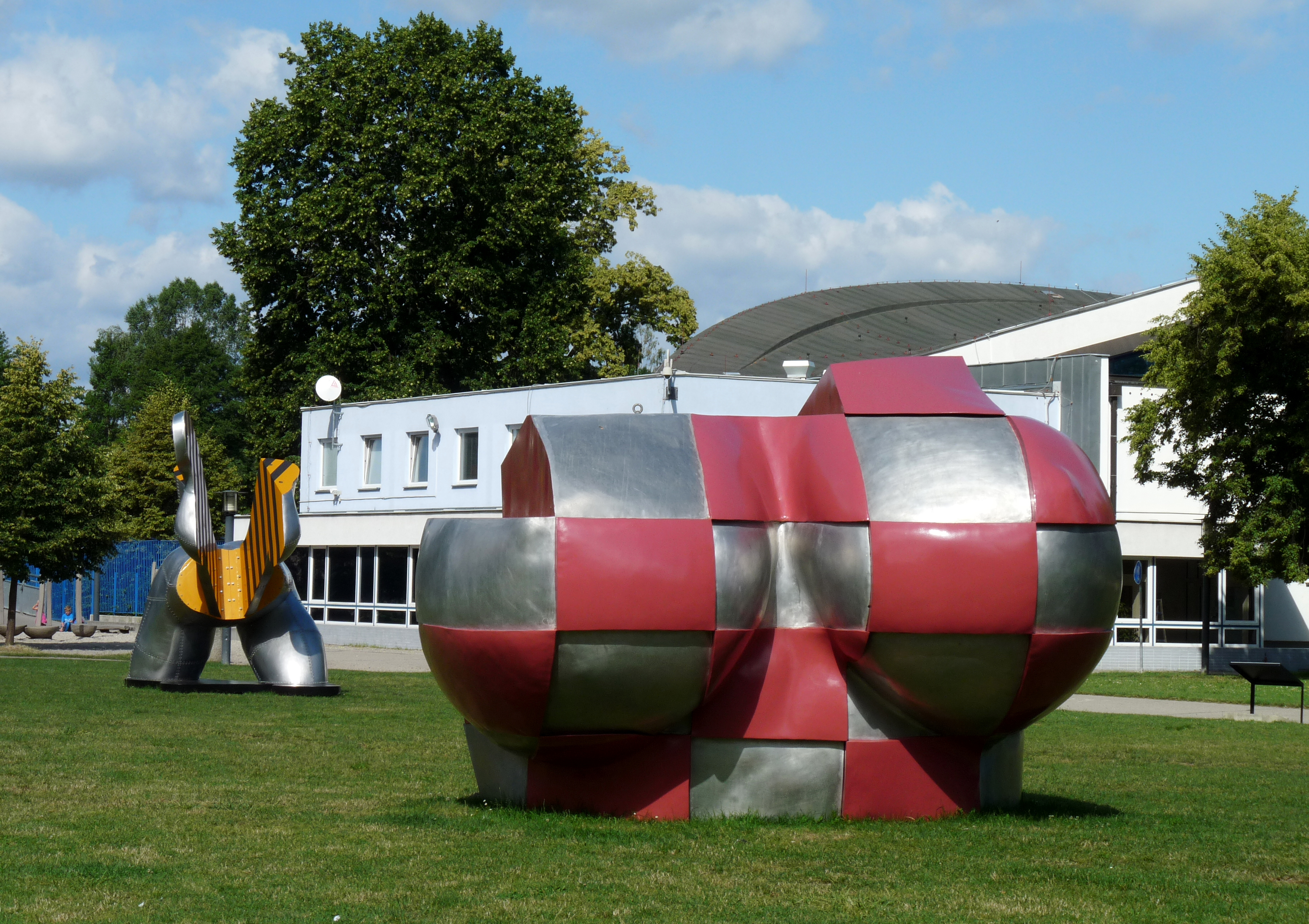
Die Tankstelle od Richarda Keťka

Sokolský ostrov je asi 500 metrů dlouhý a v nejširším místě, mezi plovárnou a koncem slepého ramene Malše, má šířku kolem 270 metrů.

### Využití
Ostrov se využívá především pro volnočasové aktivity, a to jak sportovní, tak kulturní. Předně je areál oblíbeným parkem s trávníkem a skupinami keřů a stromů, což se uvádí už v roce 1938. Před plaveckým bazénem roste 25 metrů vysoká památná lípa srdčitá, obvod jejíhož kmenu měří 620 cm.
Co se sportu týče, nachází se kromě výše zmíněného plaveckého bazénu, letní plovárny a sokolských sportovišť v blízkosti slepého ramene Malše jeden další tenisový kurt, které od TJ Sokol do vlastnictví získalo město.
Park na ostrově je tradiční lokací soch každoroční výstavy Umění ve městě. Od roku 2012 je v blízkosti dřevěné lávky v provozu kavárna Coffee on the GO, v roce 2017 přibyla plovoucí kavárna Vlnna, jež provozuje půjčovnu šlapadel, veslic a paddleboardů a od Sokolského ostrova organizuje vyhlídkové plavby k rezidenční zóně Luční jez na břehu Vltavy a k Malému jezu na Malši. V létě se před plaveckým stadionem vedle sokolovny konají od roku 2014 koncerty Středy před K2, přičemž K2 je hudební klub sídlící v budově sokolovny. Od roku 2005 slouží především rodinným návštěvám dětské hřiště s hudebními motivy včetně akustických prvků.

### Doprava

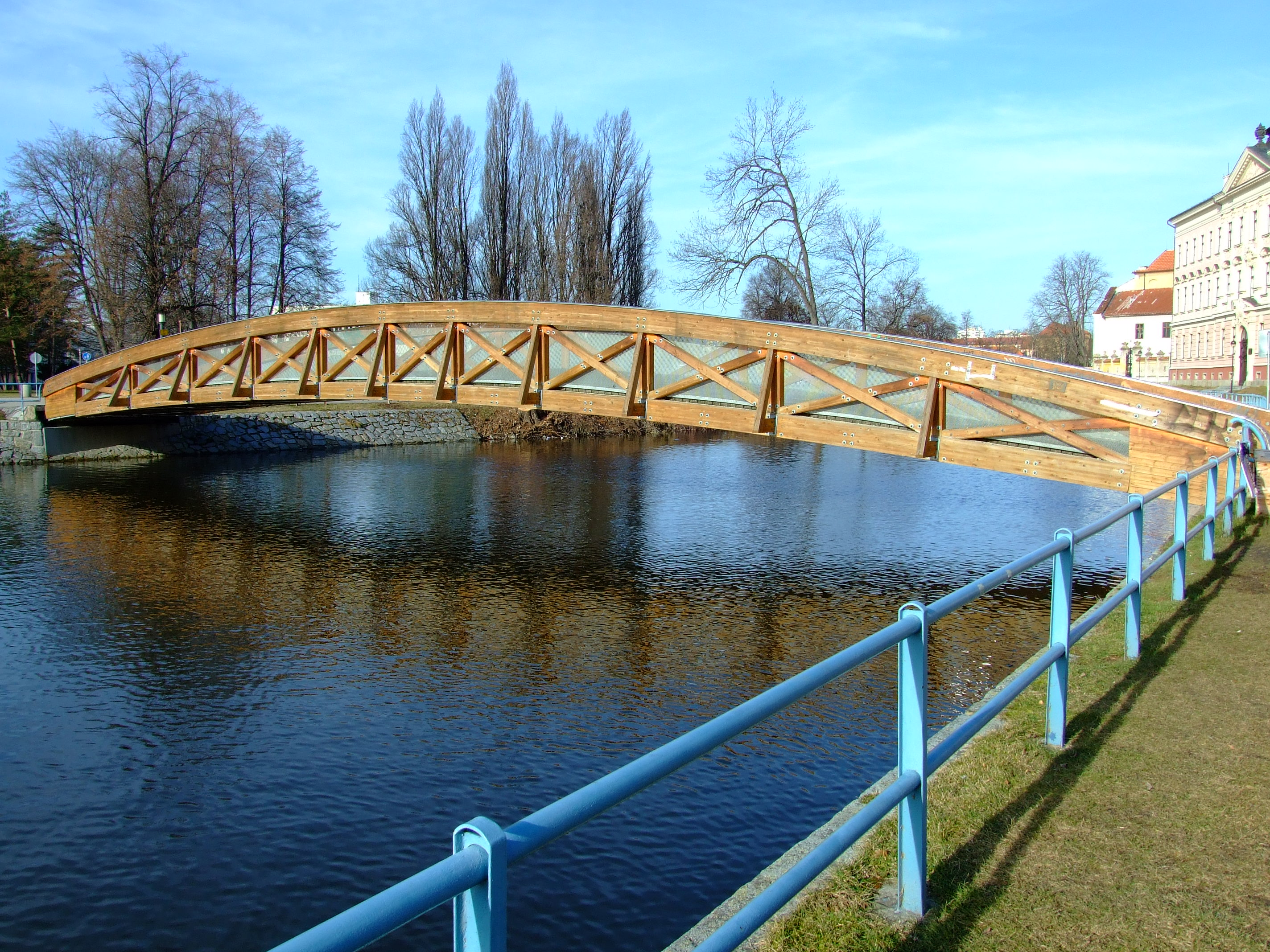
Dřevěná lávka s obloukovou mostovkou

Sokolský ostrov s okolím spojuje několik mostů a lávek. Zatímco železobetonová Dlouhá i dvaadvacetimetrová dřevěná lávka jsou určeny pěším a cyklistům, motorová vozidla mají přístup umožněn přes mosty ulicemi vedoucími vedoucími buď na malé parkoviště u plovárny (ulicí Sokolský ostrov) nebo k parkovišti u sokolovny (ulicemi Resslova a Hroznová). Tato dvě místa nejsou pro motorovou dopravu propojena. Celý ostrov patří do oranžové parkovací tarifní zóny 2, kde je parkování umožněno nejdéle 24 hodin.
Nejbližšími zastávkami městské hromadné dopravy jsou Piaristická na náměstí Přemysla Otakara II. a U Zelené ratolesti na Husově třídě. Slepé rameno Malše je od břehu Sokolského ostrova využíváno i jako přístaviště, které v roce 2021 získalo v rámci podpory splavnění Vltavy rozšířený ponton.

### Vývoj
Na začátku 20. let nového tisíciletí radnice plánovala na Sokolském ostrově provést řadu změn, a to včetně ukončení provozu kavárny na břehu, otevření dvou nových kaváren a dalších veřejných toalet, nebo zrušení tenisového kurtu, který je v nevyhovujícím stavu. Ten by měl být nahrazen zpevněným veřejným prostorem s novou budovou kavárny. Proti návrhům byla aktivitou majítelů kavárny a hudebního klubu sepsána petice, již do poloviny prosince 2021 podepsaly téměř tři tisíce lidí, nicméně radnice se ohradila, že omezovat společenský a kulturní život na ostrově v plánu nemá. Na jaře 2022 byl vypracovaný architektonický návrh vrácen k dopracování s požadavkem na provedení změn, projekt tedy se oproti původnímu plánu na dokončení na začátku léta zpozdil.

### Zajímavosti
- V roce 2019 se mezi návrhy obyvatel města objevila žádost o přejmenování Sokolského ostrova na ostrov Karla Gotta.[14] V roce 2022 si ostrov zachovával pojmenování z 20. století.[31]

## Galerie

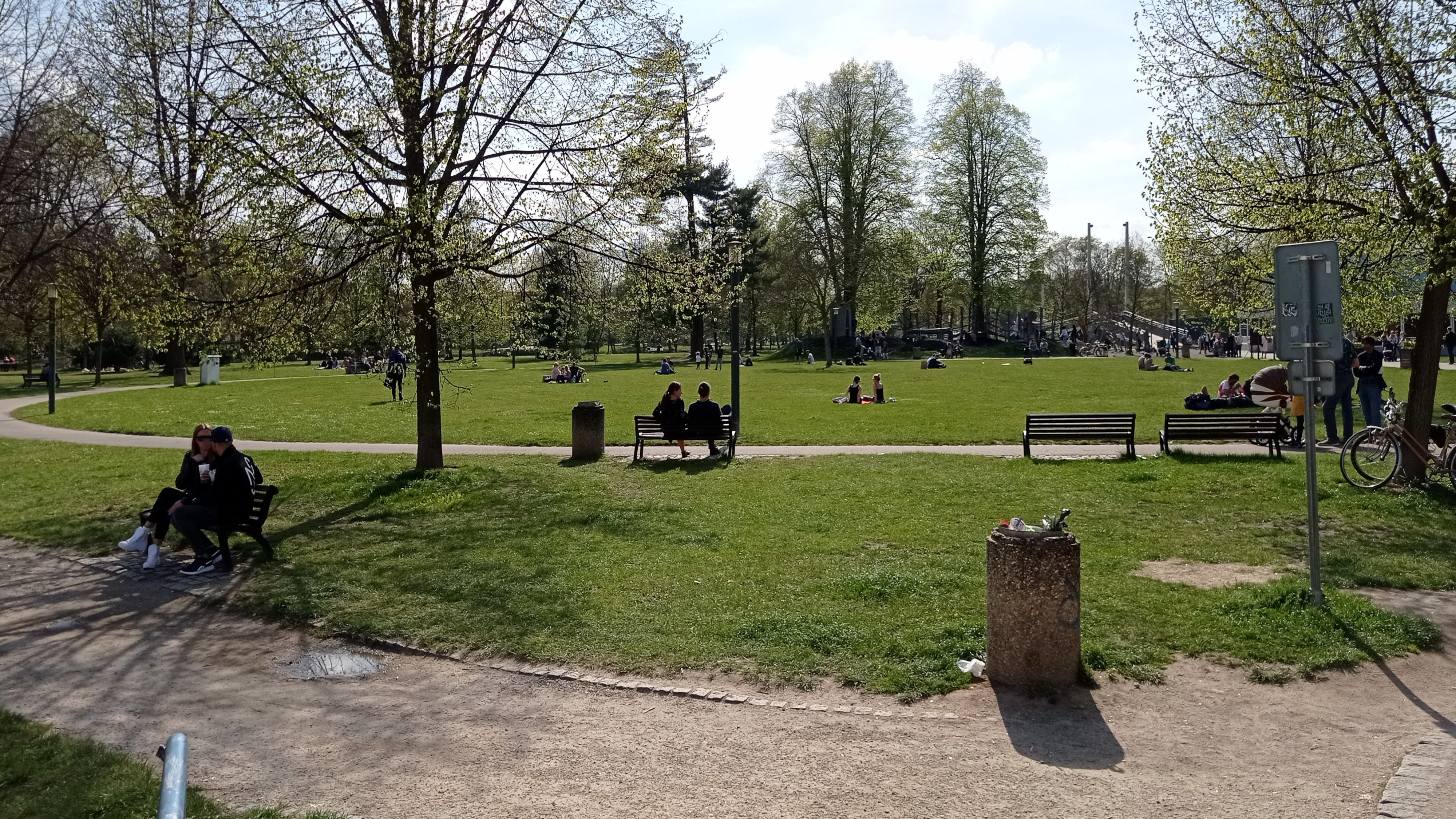
Park v jižní části
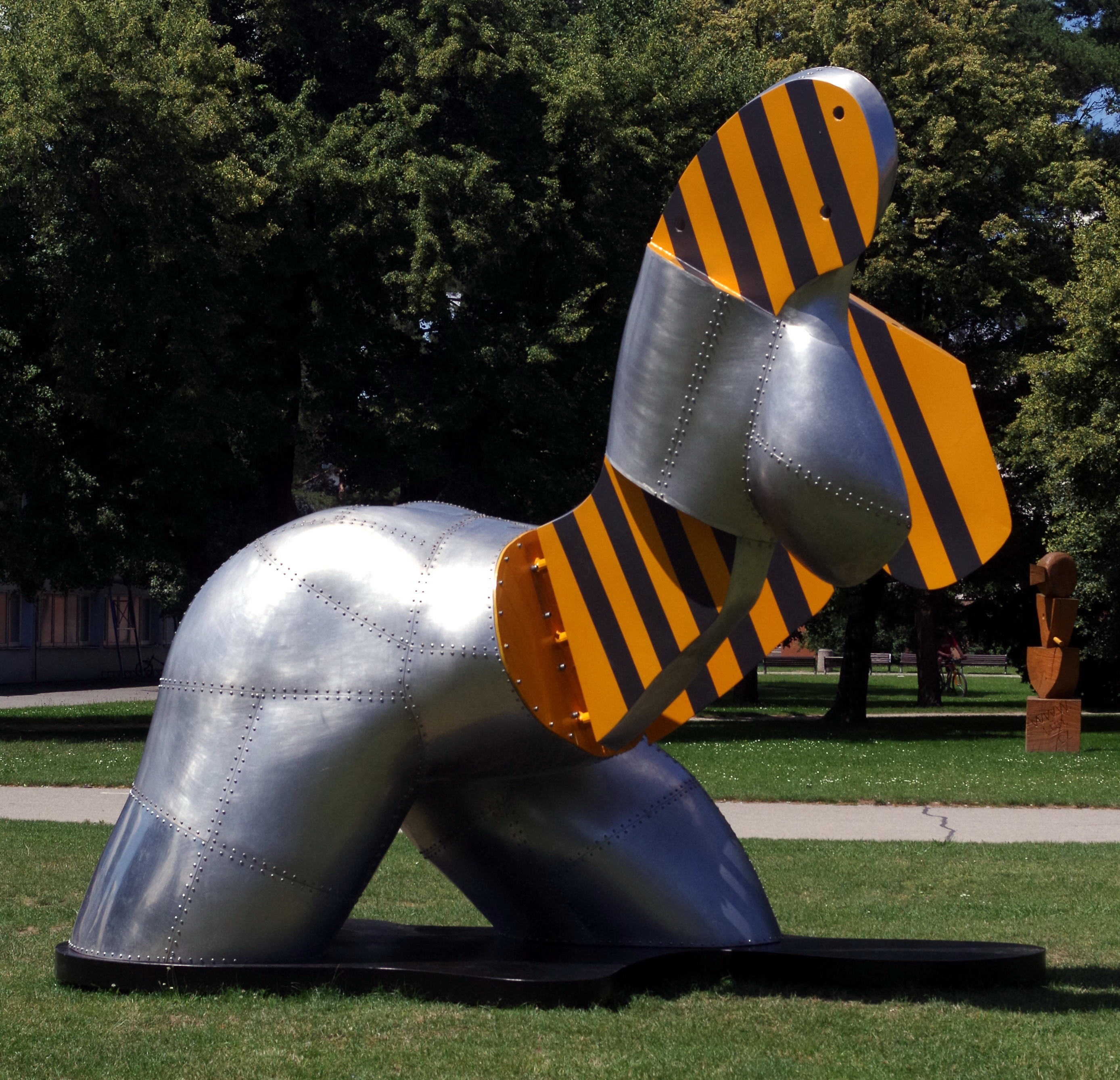
Socha Oil Daily Richarda Keťka
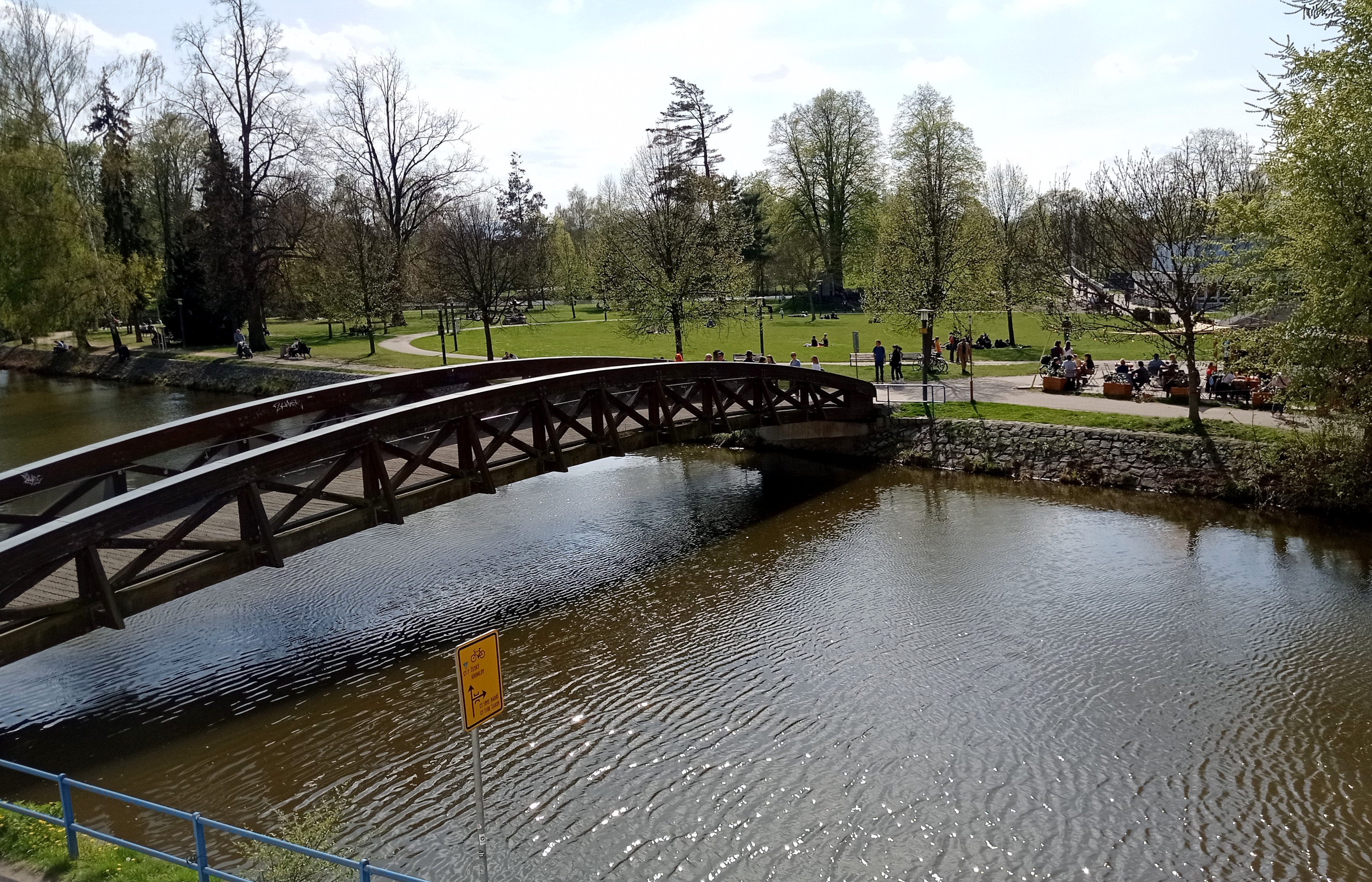
Pohled přes slepé rameno Malše
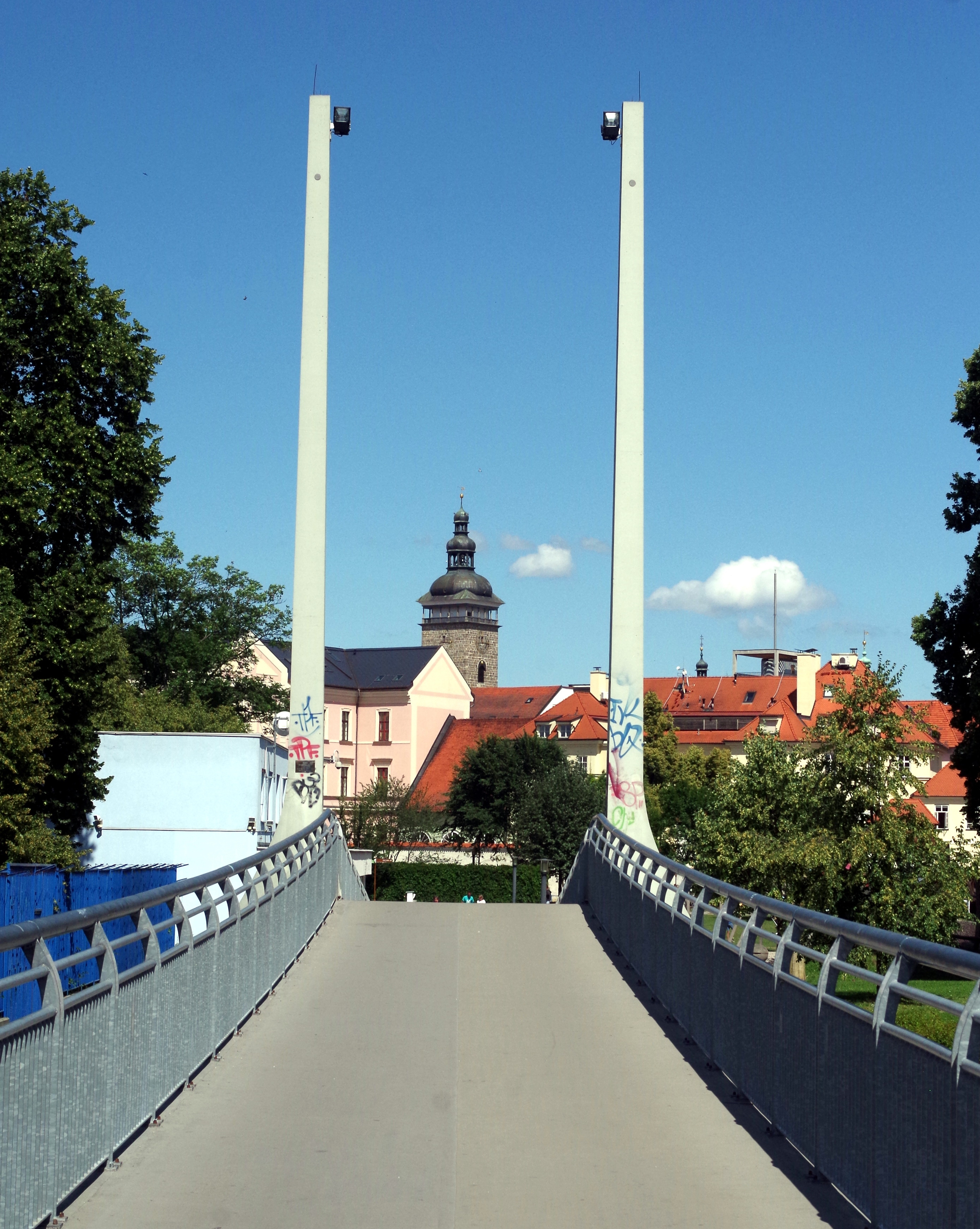
Dlouhá lávka vede do parku
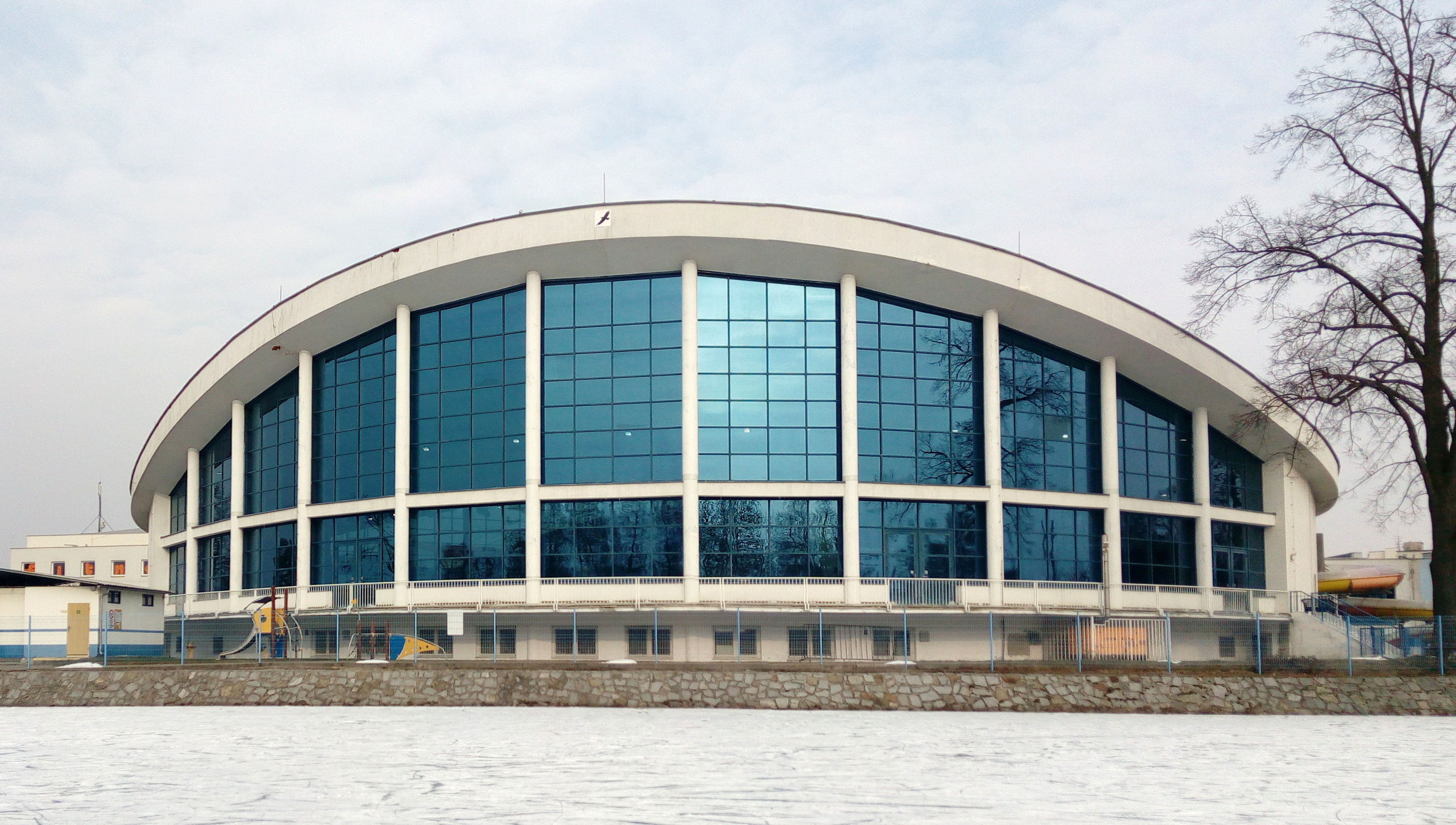
Budova bazénu od řeky
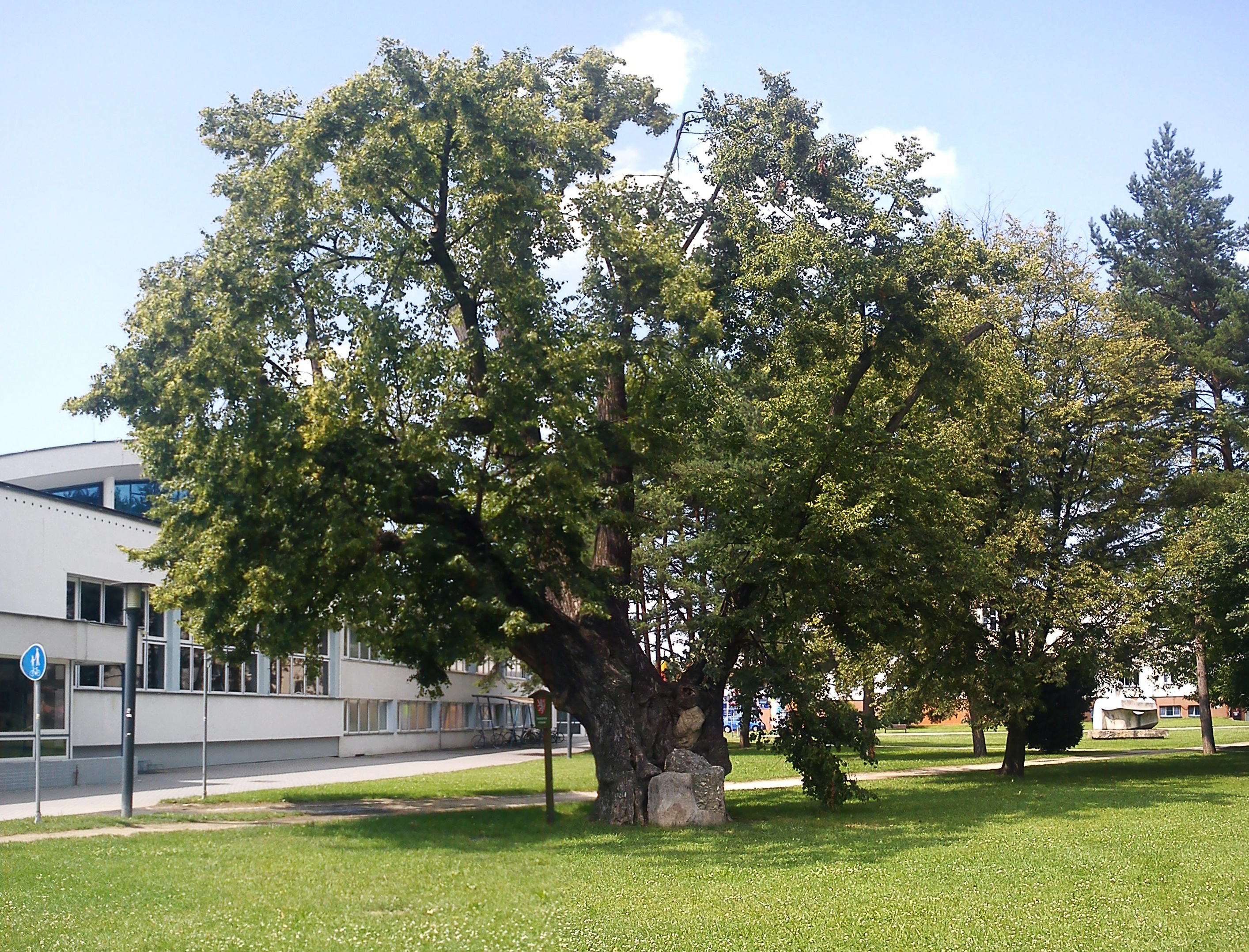
Památná lípa